# Harttia leiopleura
Harttia leiopleura är en fiskart som beskrevs av Oyakawa, 1993. Harttia leiopleura ingår i släktet Harttia och familjen Loricariidae. Inga underarter finns listade i Catalogue of Life.